# Гюнтер, Роберт
Роберт Вильям Теодор Гюнтер (23 августа 1869 — 9 марта 1940) — британский учёный, историк науки и зоолог с немецкими корнями. Сын известного немецкого зоолога Альберта Гюнтера, большую часть жизни проработавшего в Великобритании.

## Биография
Учился в школе при Университетском колледже (University College) в Оксфорде, затем в колледжах. К концу обучения вступил в Оксфордский университетский научный клуб. С 1911 года жил в уникальном доме на маленьком островке посреди Темзы. В результате река, текущая совсем рядом, стала важным для учёного объектом и символом. Был женат на Эми (Amy).
В 1923 году начал публиковать свой главный труд — 14 книг об истории науки, вошедших в одну серию. Последний том собрания увидел свет уже после смерти автора, в год окончания Второй Мировой войны. Пятнадцатая книга была издана сыном Роберта А. Е. Гюнтером и посвящена уже ему самому. Умер после непродолжительной болезни в небольшой деревне в Оксфордшире, в доме своих друзей. Похоронен в Норфолке.
Основал Музей истории науки (Museum of the History of Science) в Оксфорде, где, в числе прочего, хранится его коллекция рукописей. Был куратором этого музея до самой смерти.